# Laskowa (powiat limanowski)

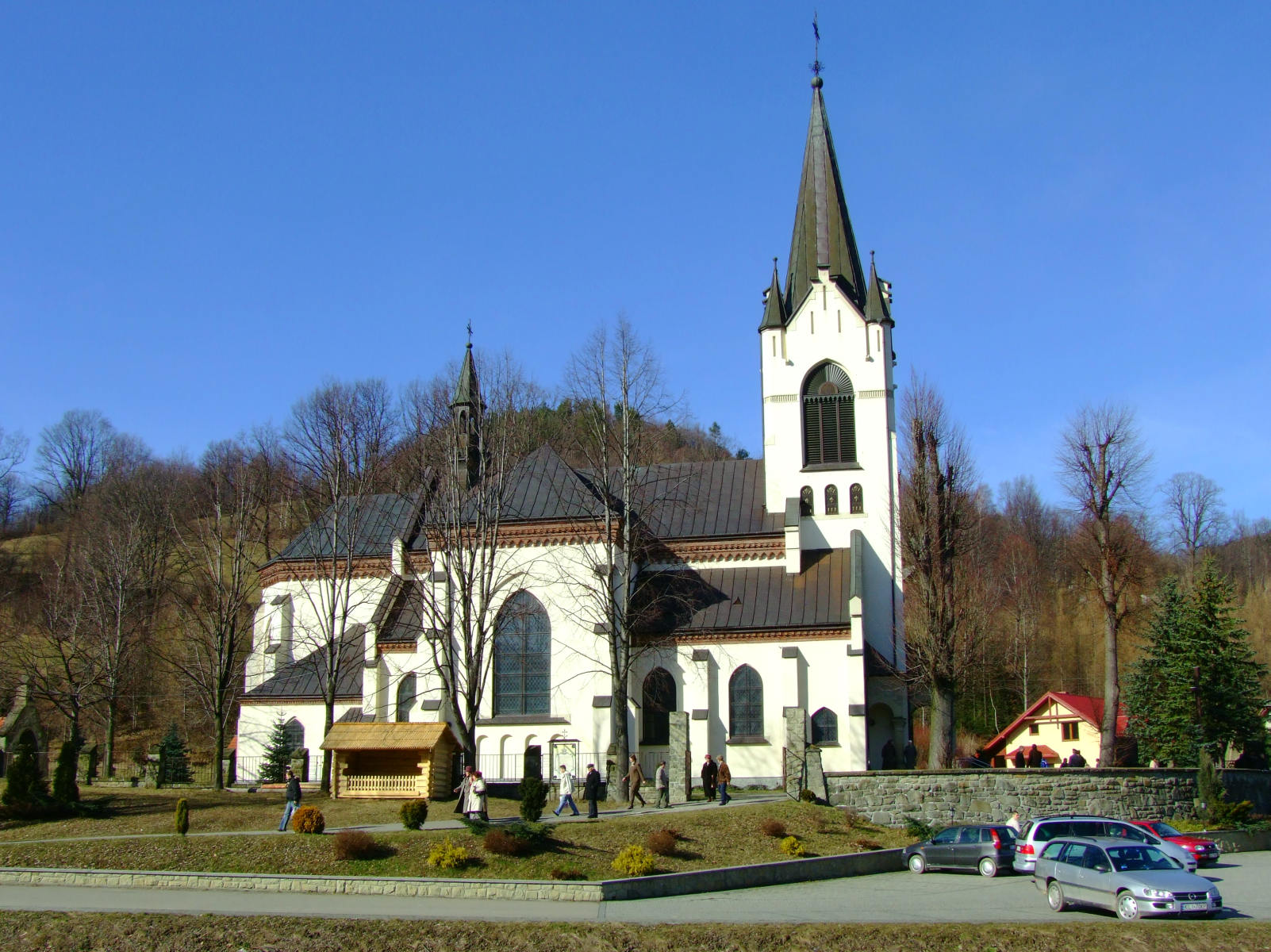
Kościół

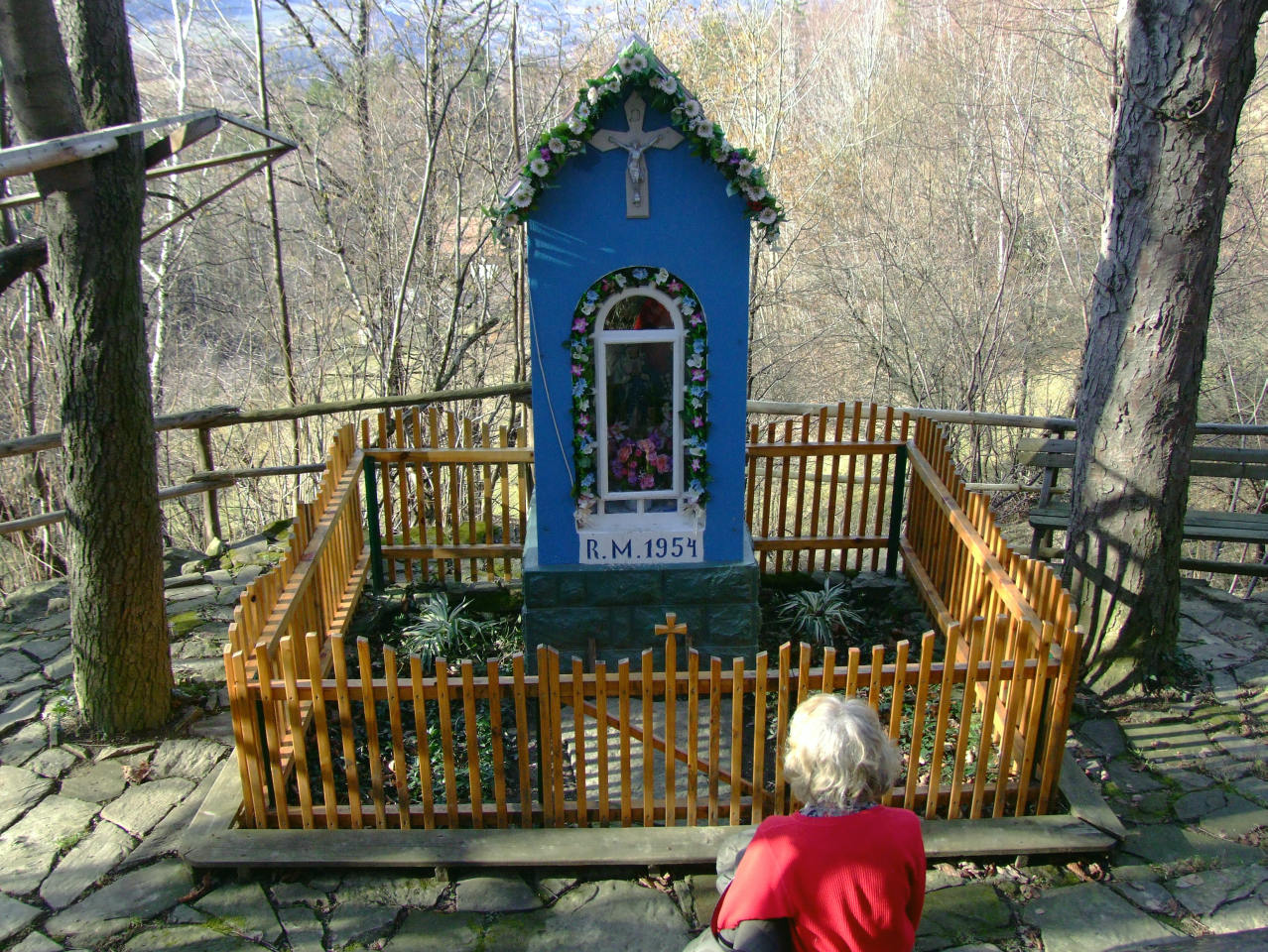
Kapliczka na stokach Korabia

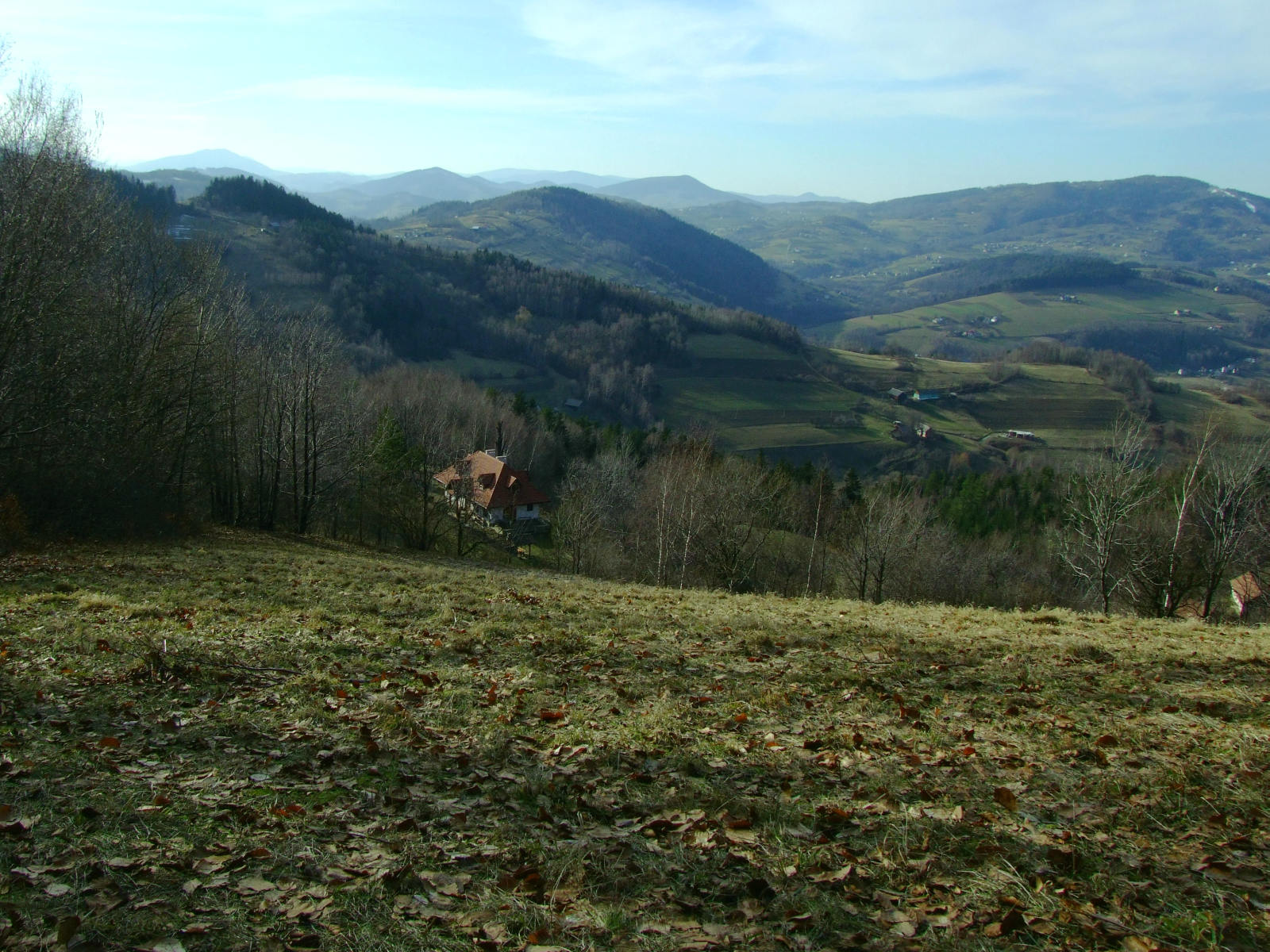
Widok z Korabia

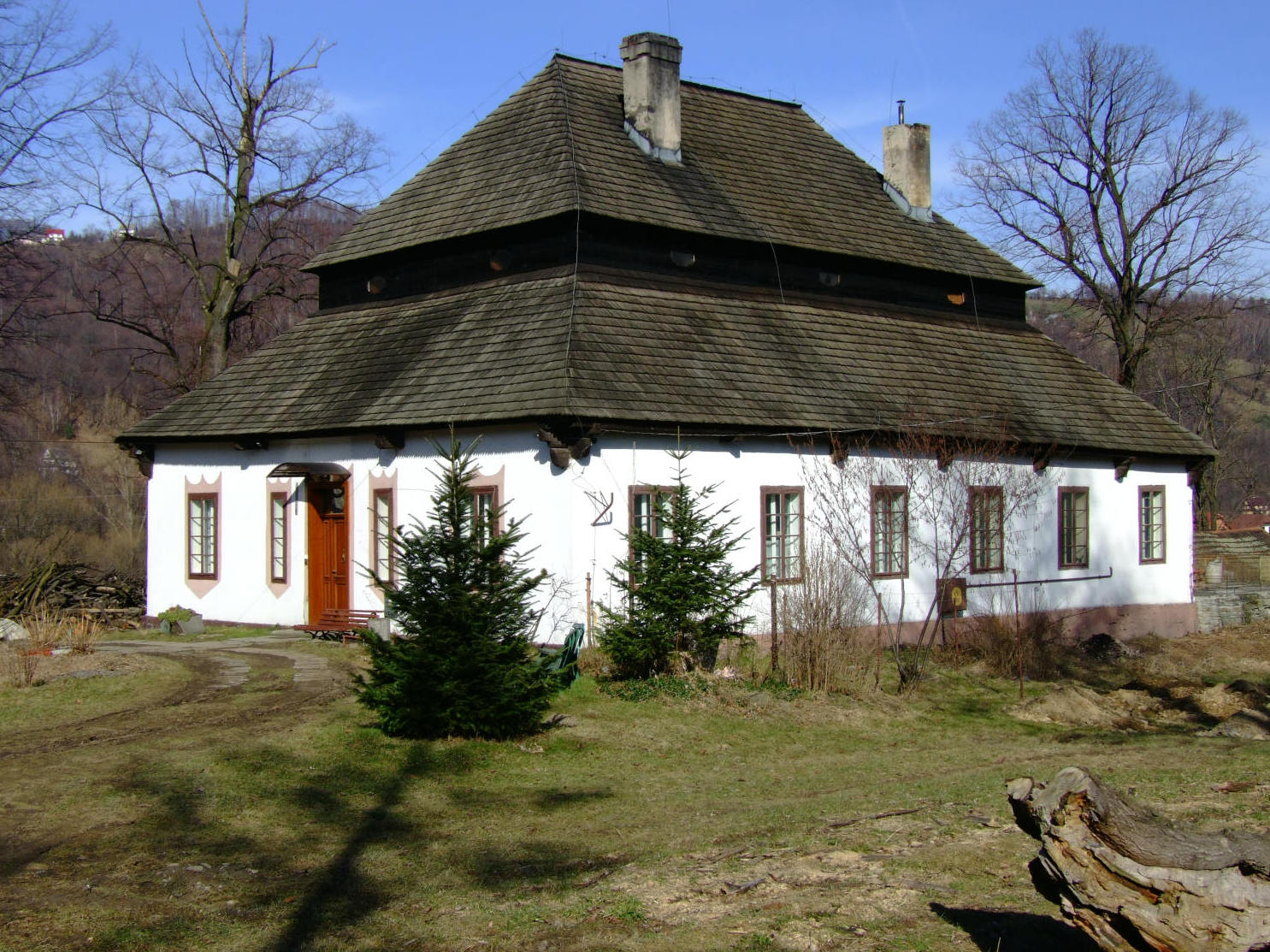
Dwór z XVII w. o ścianach o konstrukcji zrębowej i dachu łamanym w stylu polskim

Laskowa – rozległa wieś w Polsce, położona w województwie małopolskim, w powiecie limanowskim, w gminie Laskowa, której jest siedzibą.
W latach 1975–1998 miejscowość administracyjnie należała do województwa nowosądeckiego.

## Położenie
Jest to miejscowość o charakterze turystyczno-wypoczynkowym położona w Beskidzie Wyspowym. Zajmuje kotlinę rzeki Łososina oraz zbocza okolicznych wzniesień Beskidu Wyspowego: od południowej strony Pasma Łososińskiego, od północnej strony jest to Laskowa Góra i Jastrząbka, od zachodniej Kamionna. Położona jest na wysokości ok. 440–802 m n.p.m.
Przez miejscowość, wzdłuż doliny Łososiny biegnie droga z Łososiny Dolnej do Młynnego. Odległość od Limanowej wynosi 10 km. Przez górną część wsi, nazywaną Laskową Górną biegnie droga wojewódzka nr 965 z Bochni do Limanowej.
W Laskowej znajduje się znana wśród rowerzystów bardzo stroma (wąska osiedlowa) droga. Na 1 km odcinku średnie nachylenie wynosi 18,9% (189 metrów przewyższenia), maksymalne na 100 metrach siega 27,9%. Jest jedną z najbardziej stromych asfaltowych dróg w Polsce.

## Integralne części wsi
| Rodzaje    | Nazwy |
| ---------- | --- |
| Części wsi | Bania, Danielówka, Jabłoniec, Jelonkówka, Kuligówka, Nadole, Na Górze, Odrończa, Piętoniówka, Ptaszkówka, Rozpite, Rozumówka, Sławętówka, Szlachcicówka, Wróble, Załpa |

## Historia

### Kalendarium historyczne
- 1402 – pierwsze pisane wzmianki o osadach, będących obecnie osiedlami wchodzącymi w skład wsi.
- 1420 – odsprzedaż części ziem protoplaście rodu Laskowskich przez Klemensa z Kędzierzyc (Kandziorczyc, Kandziorzyc, Kandzierczyc?)
- 1420–XVII wiek – własność Laskowskich
- 1688 – wieś zostaje sprzedana za 70 tysięcy złotych polskich przez Ujejskiego i Ślepowrońskiego (mężów ówczesnych dziedziczek) biskupowi krakowskiemu Janowi Małachowskiemu, który 7 kwietnia 1689 r. dokonuje cesji na rzecz Zgromadzenia Księży Misjonarzy Świętego Wincentego à Paulo z Krakowa. W zamyśle Zgromadzenia wieś (posiadająca m.in. 4 folwarki) ma stać się źródłem stałego dochodu dla Domu Stradomskiego w Krakowie[9].
- 1783 – sekularyzacja majątku zakonu (kasata józefińska) – okresowo funkcjonowała jeszcze sama kaplica dworska do 1908
- 1799 – administrację przejął cyrkuł z Bochni.
- styczeń 1945 – według relacji Państwa Michałowskich: w dworze stacjonował i planował operację zdobycia Krakowa osobiście Iwan Koniew[10], w miesiąc później mianowany marszałkiem Związku Radzieckiego, późniejszy pierwszy dowódca Zjednoczonych Sił Zbrojnych Układu Warszawskiego.
- 1945 – parcelacja i nacjonalizacja majątku dworskiego na mocy dekretu o reformie rolnej
- W latach 1975–1998 miejscowość należała do województwa nowosądeckiego.
- od 1999 należy do województwa małopolskiego[5][11]

## Zabytki
Obiekt wpisany do rejestru zabytków nieruchomych województwa małopolskiego.
- Dwór, park z aleją lipową (dojazdową), kapliczka św. Jana Nepomucena;
- cmentarz z I wojny światowej.

## Turystyka

### Obiekty zabytkowe i przyrodnicze
- Niedaleko centrum wsi znajduje się drewniany dworek obecnie Michałowskich o bogatej historii: był bowiem początkowo w rękach rodu sędziego sądeckiego (z de Lipie Laskowskich), później w rękach Zgromadzenia Księży Misjonarzy Świętego Wincentego à Paulo, a w 1945 prawdopodobnie stał się kwaterą dowódcy 1. Frontu Ukraińskiego, marszałka Iwana Koniewa. Budynek jest parterowy, wzniesiony na planie prostokąta, posiada ściany o konstrukcji zrębowej oraz czterospadowy dach łamany w stylu polskim. Wybudowany został przed 1677 dla rodu Laskowskich[10]. Wspomina o nim „Inwentarz wsi Dolney Laskowey” z 1687 (cytat): ...dwór iest ze wszystkim z iedney strony otyniony. Piekarnie dwie, staynie, stodół dwie, spichlerzów dwa, browar, w którym kocioł dobry do piwa warzenia... Najcenniejszą częścią dworu jest kaplica z polichromowanym religijnymi motywami i sufitem. W pobliżu dworu spichlerz i murowane stajnie. Dwór otacza park z wiekowymi drzewami, z których niektóre uznane zostały pomnikami przyrody[5]. Dwór wraz z parkiem wpisany jest do rejestru zabytków nieruchomych województwa małopolskiego[13].
- W centrum wsi, w pobliżu rzeki Łososina znajduje się murowany kościół w stylu neogotyckim, z początku XX w. W jego ołtarzu głównym znajdują się rzeźby „Dwunastu Apostołów” i płaskorzeźby „Duch Św.” autorstwa Wojciecha Gryniewicza oraz obraz Niepokalanego Poczęcia Najświętszej Marii Panny, który został tutaj przeniesiony z dawnej kaplicy dworskiej. Boczne ołtarze są dziełem ludowego rzeźbiarza Stanisława Augustyna z sąsiedniej miejscowości Jaworzna.
- W pobliżu centrum wsi znajduje się prywatny skansen budownictwa ludowego założony przez Krzysztofa Jędrzejka. Prezentuje kulturę ludową mieszkańców Gminy Laskowa i okolic. Przeniesione tu zostały m.in. spichlerze z Laskowej, Kamionki Małej i Dobrociesza, suszarnie do owoców z Laskowej i Michalczowej, kuźnia z Michalczowej, młyn wodny ze Żmiącej, przydrożna kapliczka z Jaworznej, pasieka. W głównym budynku eksponowana jest m.in. kolekcja skrzyń posagowych, oleodruków religijnych, meble, sprzęty używane w gospodarstwie chłopskim w XIX i na pocz. XX w. We wnętrzach obiektów odtworzone zostały warsztaty kołodzieja, stolarski, szewski, tkacki. Skansen posiada też kolekcję narzędzi i maszyn rolniczych[14].
- Na wieży lokalnego kościoła znajduje się duże stanowisko nietoperzy chronione w ramach programu „Ostoje Nietoperzy Beskidu Wyspowego”, Natura 2000.
- W pobliżu rzeki Łososina znajduje się pochodząca z XVII w. drewniana kaplica z posążkiem Św. Jana Nepomucena.
- Pobliskie cmentarze wojenne[15], echo jednej z największych bitew I wojny światowej – bitwy pod Limanową:
  - Cmentarz wojenny nr 358 – Laskowa. Spoczywa tu 98 poległych 7–13 grudnia 1914 r. Austriaków, Niemców, Rosjan i Polaków; na płycie napis w języku niemieckim[16] (cytat): Śmierć nas worała w ziemię, teraz zbierajcie żniwo. Obiekt wpisany jest do rejestru zabytków nieruchomych województwa małopolskiego[13].
  - cmentarz wojenny nr 359 w Jaworznej (kilkadziesiąt metrów na wschód od granicy Laskowa-Jaworzna, tuż przy szczycie Korab); poległych 12 grudnia 1914 r. 33 żołnierzy austriackich, prowadzi tam czarny szlak z Laskowej.

### Infrastruktura turystyczna
- Trzy hotele[17][18][19]: 2 w górnej,  a 1 w dolnej części wsi, gospodarstwa agroturystyczne[20] oraz pokoje gościnne (w tym Banku Spółdzielczego w Limanowej o. Laskowa)[21].
- Stacja Narciarska Laskowa-Kamionna z wyciągiem krzesełkowym i 3 wyciągami talerzykowymi[22].
- Pole kempingowe, namiotowe, korty tenisowe, boiska sportowe, jazda konna.
- W planach: tuż przy granicy Laskowa-Młynne od kilkudziesięciu lat planuje się budowę zbiornika wodnego zaporowego z zapleczem turystycznym i elektrowni wodnej (np. według projektu z 2002–2003)[23].

### Szlaki turystyczne
Od przystanków na drodze wojewódzkiej nr 965 obok granicy Laskowej i Rozdziela na Przełęczy Widoma z punktem widokowym, przy przejrzystym powietrzu m.in. na najwyższe szczyty Tatr słowackich i polskich (jednym z ostatnich w kierunku Polski centralnej wysuniętych tego typu), następnie:
 – czarny przez górę Cuba i laskowski Jabłoniec (509 m n.p.m.), obok kościoła do dworku w centrum wsi, później obok cmentarza wojennego nr 359 w Jaworznej (przy szczycie Korab), a dalej na przełęcz pomiędzy Sałaszem Zachodnim i Wschodnim, gdzie łączy się z niebieskim szlakiem na Jaworz. Czas przejścia do skrzyżowania szlaków 3 godz., z powrotem 1.45 godz., deniwelacja 510 m,
 – niebieski: w kierunku północno-wschodnim przez Łopusze przejście na nowy szlak żółty, następnie np. szlakiem czarnym w pobliżu Cmentarza 303 z I wojny światowej do Rajbrotu lub dalej szlakiem żółtym pod pomnik zdradzonych i poległych w roku 1944 partyzantów za Kobylą Górą na Mulowcu
w kierunku zachodnim: północną granicą Laskowej z pobliską stacją narciarską i hotelem, na Kamionną i do Tymbarku lub krzyżującym się z nim żółtym: Żegocina – Kamionna – Pasierbiec – Łososina Górna
 – zielony: Łososina Górna, południowa granica Laskowej, następnie niebieskim do Limanowej lub na Sałasz, lub czarnym  do centrum wsi i drugiego hotelu.
Przez Laskową biegnie też I odcinek (Stary Sącz – Myślenice 112 km) beskidzkiej Drogi św. Jakuba.

## Czasy współczesne
- W Laskowej działa rzymskokatolicka parafia Najświętszego Imienia Marii podległa diecezji tarnowskiej.
- W dolnej części wsi znajduje się zespół Zespół Szkolno-Przedszkolny im. Janusza Korczaka.
- Produkcja serów (popularny lokalny produkt: „zakąska serowa”)
- Tradycyjne przetwórstwo owoców (członek stowarzyszenia Na śliwkowym szlaku).

## Osoby związane z miejscowością
- Józef Joniec – o. pijar, były prezes stowarzyszenia Parafiada[29], zginął w katastrofie polskiego samolotu rządowego w Smoleńsku.
- Ze wsi Laskowa pochodzą także przodkowie prezentera telewizyjnego, prowadzącego amerykańską wersję teleturnieju Koło Fortuny (znany jako „Wheel of Fortune” w Stanach Zjednoczonych), Patricka Leonarda Sajdaka[30].